# Liudmila Tukan
Liudmila Tukan (n. 21 iunie 1982, Ceadîr-Lunga, URSS) este o cântăreață moldoveană de etnie găgăuză. 

## Biografie
S-a născut în orașul Ceadîr-Lunga din fosta RSS Moldovenească (actualmente Găgăuzia, Republica Moldova). Și-a început cariera muzicală în 1998, când a câștigat Marele Premiu într-un concurs de muzică din Găgăuzia. Atât în 2008, cât și în 2011, a participat în finalele festivalului de muzică estică din Ialta. Mai târziu, în 2011, a luat primul loc la Festivalul internațional de cântec și dans din Odesa, învingând peste 150 de candidați.
În 2013, a fost selectată pentru a reprezenta Găgăuzia pentru debutul autonomiei la festivalul Turkvision. A cântat melodia Вернись любовь („Revino iubire”), parțial în găgăuză și rusă. A fost eliminată în semifinale.
În 2015, a câștigat premiul I la festivalul „Cântă Inima” de la Anenii Noi.